# Dusza (część żelazka)

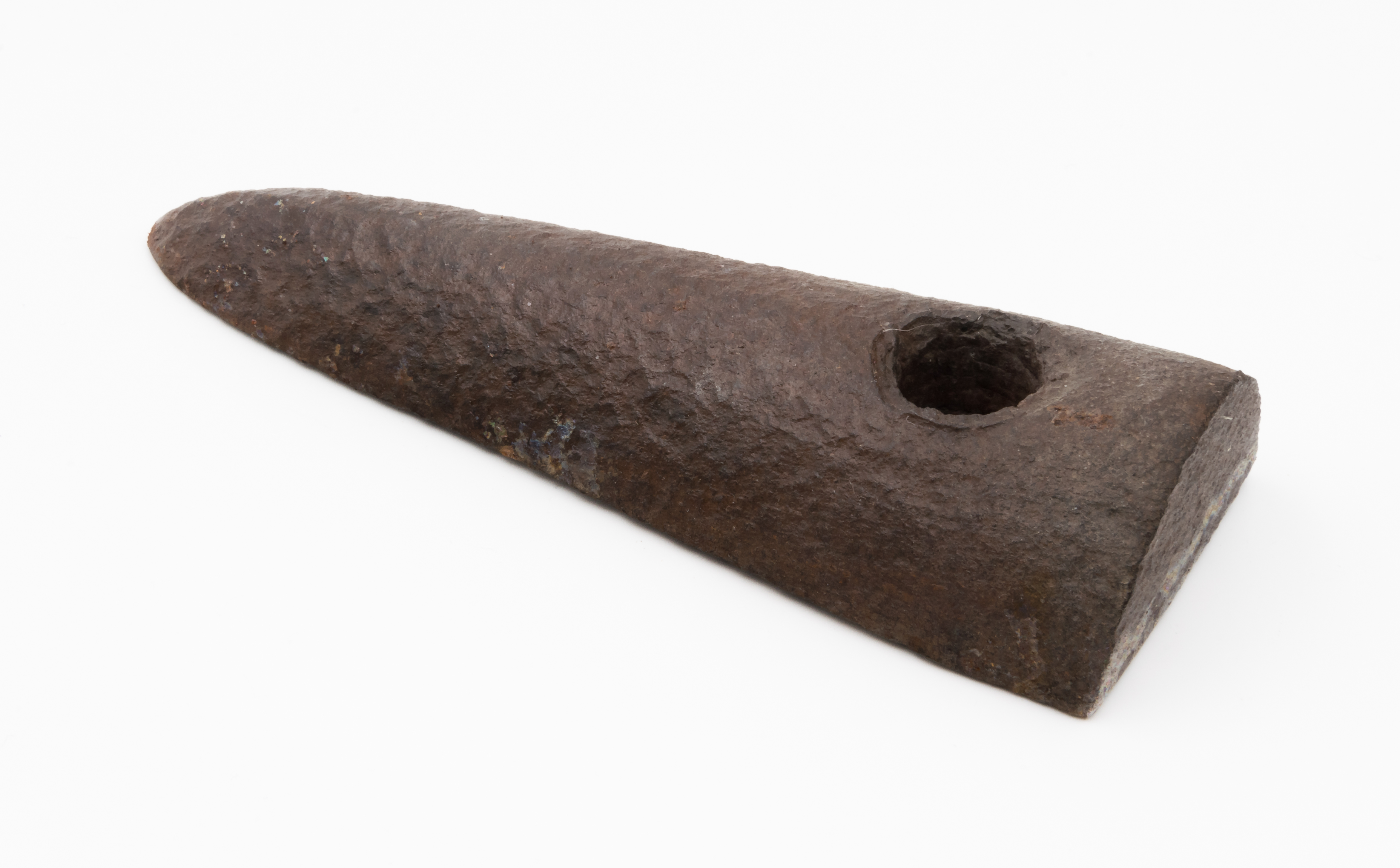
Dusza od żelazka

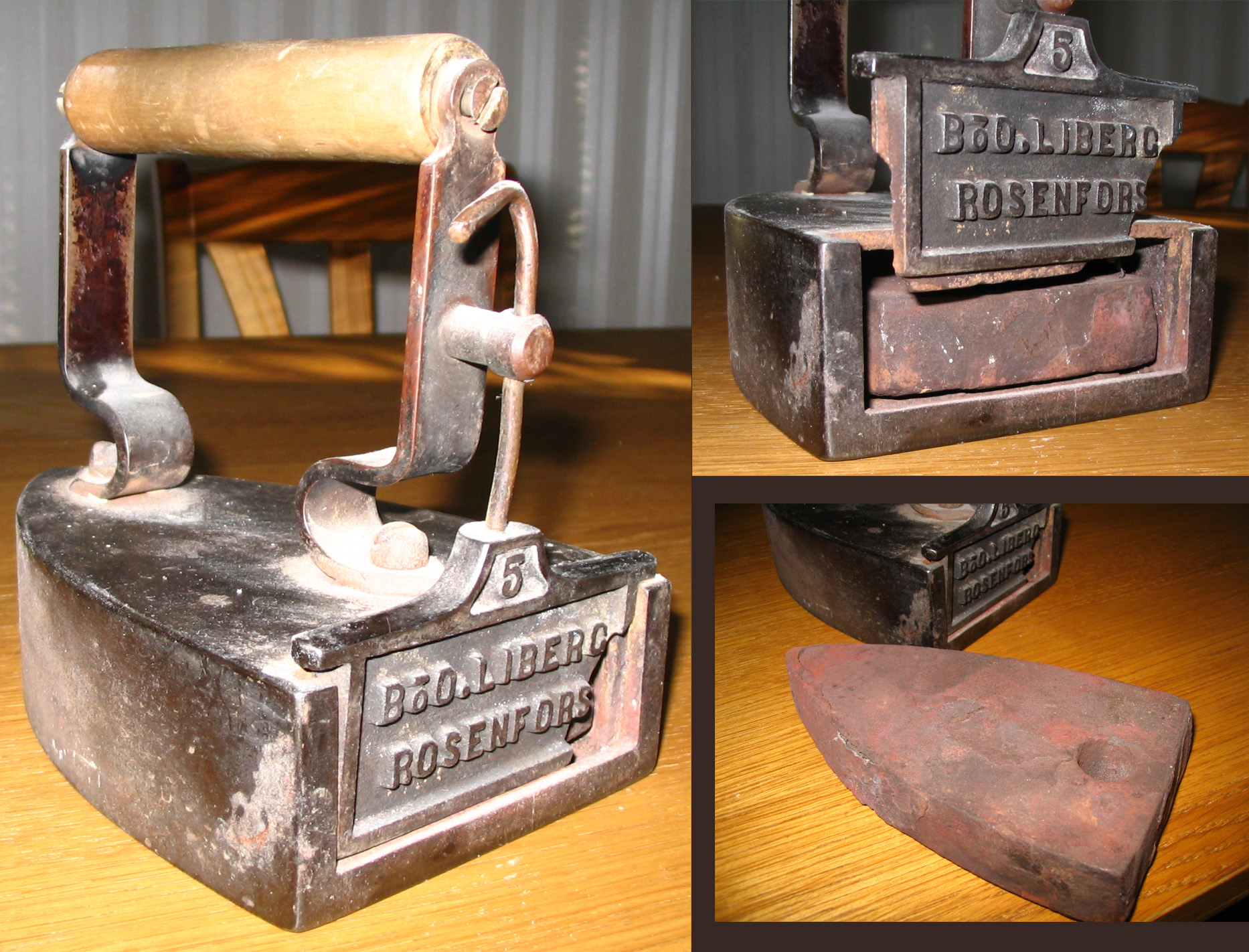
Żelazko z duszą

Dusza – część dawnych żelazek podtrzymująca wysoką temperaturę. Była to żelazna sztabka wkładana do środka, podgrzewana wcześniej na palenisku.
Żelazka, które napełniano żarzącymi się kawałeczkami węgla, mogły zostawiać na tkaninie popiół. Wynalazek wymiennej duszy rozwiązał te problemy.